# Fonte de Cibeles
A Fonte de Cibeles, situa-se na Praça de Cibeles em Madrid Espanha, junto ao Palácio das Comunicações.
Este monumento foi construído no século XVIII e foi baseado num desenho de Ventura Rodriguez de 1782, sobre a deusa Cibeles (deusa grega da fertilidade).
Os autores desta obra foram:
- Francisco Gutiérrez - esculpiu a deusa e as rodas do carro.
- Roberto Michel - esculpiu os leões em mármore.
- Miguel Ximénez - esculpiu as partes decorativas.
- Antonio Parera e Miguel Ángel Trilles, esculpiram em 1895 os cupidos que lançam água de uma ânfora, colocados na parte posterior do carro.

Inicialmente estas estátuas estavam no Passeo del Prado (década de 80 do século XVIII), tendo sido transferida para local actual em 1895.